# Saltos ornamentais nos Jogos Europeus de 2015 - Trampolim de 1 m individual feminino
A competição do trampolim de 1 m individual feminino é um dos eventos dos saltos ornamentais nos Jogos Europeus de 2015, em Baku, no Azerbaijão. Foi disputada no Centro Aquático de Baku no dia 19 de junho.

## Calendário
Horário de verão do Azerbaijão (UTC+5).
| Data        | Horário | Fase         |
| ----------- | ------- | ------------ |
| 19 de junho | 10:00   | Preliminares |
| 19 de junho | 20:25   | Final        |

## Medalhistas
| Ouro   | RUS Maria Polyakova    |
| Prata  | GER Louisa Stawczynski |
| Bronze | UKR Diana Shelestyuk   |

## Resultados
Os resultados foram os seguintes.
| Pos.              | Saltadora                 | Nacionaliade      | Preliminares | Preliminares | Final         | Final         |
| Pos.              | Saltadora                 | Nacionaliade      | Pontos       | Pos.         | Pontos        | Pos.          |
| ----------------- | ------------------------- | ----------------- | ------------ | ------------ | ------------- | ------------- |
| Medalha de ouro   | Maria Polyakova           | RUS Rússia        | 383.15       | 3            | 419.45        | 1             |
| Medalha de prata  | Louisa Stawczynski        | GER Alemanha      | 370.60       | 5            | 392.20        | 2             |
| Medalha de bronze | Diana Shelestyuk          | UKR Ucrânia       | 359.70       | 10           | 388.45        | 3             |
| 4                 | Ekaterina Nekrasova       | RUS Rússia        | 407.00       | 1            | 386.80        | 4             |
| 5                 | Josefin Schneider         | GER Alemanha      | 371.75       | 4            | 384.95        | 5             |
| 6                 | Millie Fowler             | GBR Grã-Bretanha  | 393.40       | 2            | 383.20        | 6             |
| 7                 | Roosa Kanerva             | FIN Finlândia     | 356.10       | 11           | 381.15        | 7             |
| 8                 | Katherine Torrance        | GBR Grã-Bretanha  | 368.15       | 7            | 379.35        | 8             |
| 9                 | Vivian Barth              | SUI Suíça         | 370.00       | 6            | 377.70        | 9             |
| 10                | Kaja Skrzek               | POL Polônia       | 366.20       | 8            | 374.75        | 10            |
| 11                | Daphne Wils               | NED Países Baixos | 350.10       | 12           | 373.95        | 11            |
| 12                | Frida Källgren            | SWE Suécia        | 365.30       | 9            | 370.30        | 12            |
| 13                | Giulia Rogantin           | ITA Itália        | 349.85       | 13           | Não avançaram | Não avançaram |
| 14                | Caroline Lecoeur          | FRA França        | 341.10       | 14           | Não avançaram | Não avançaram |
| 15                | Maja Borić                | CRO Croácia       | 327.70       | 15           | Não avançaram | Não avançaram |
| 16                | Indrė Girdauskaitė        | LTU Lituânia      | 323.60       | 16           | Não avançaram | Não avançaram |
| 17                | Katsiaryna Velihurskaya   | BLR Bielorrússia  | 321.35       | 17           | Não avançaram | Não avançaram |
| 18                | Madeline Coquoz           | SUI Suíça         | 320.10       | 18           | Não avançaram | Não avançaram |
| 19                | Natasha MacManus          | IRL Irlanda       | 319.70       | 19           | Não avançaram | Não avançaram |
| 20                | Maïssam Naji              | FRA França        | 319.10       | 20           | Não avançaram | Não avançaram |
| 21                | Anne Vilde Tuxen          | NOR Noruega       | 318.25       | 21           | Não avançaram | Não avançaram |
| 22                | Marharyta Dzhusova        | UKR Ucrânia       | 314.25       | 22           | Não avançaram | Não avançaram |
| 23                | Malvina Catalano Gonzaga  | ITA Itália        | 309.80       | 23           | Não avançaram | Não avançaram |
| 24                | Dominika Bąk              | POL Polônia       | 304.20       | 24           | Não avançaram | Não avançaram |
| 25                | Kamilla Veres             | HUN Hungria       | 290.80       | 25           | Não avançaram | Não avançaram |
| 26                | Michelle Staudenherz      | AUT Áustria       | 278.55       | 26           | Não avançaram | Não avançaram |
| 27                | Olqa Bikovskaya           | AZE Azerbaijão    | 265.20       | 27           | Não avançaram | Não avançaram |
| 28                | Daniela Aleksandravičiūtė | LTU Lituânia      | 264.85       | 28           | Não avançaram | Não avançaram |
| 29                | Annija Zagorska           | LAT Letônia       | 161.35       | 29           | Não avançaram | Não avançaram |